# شتادتکیل
شتادتکیل (به آلمانی: Stadtkyll) یک شهر در آلمان است که در فولکانایفل واقع شده‌است. شتادتکیل ۱٬۵۲۹ نفر جمعیت دارد.